# Charles Rohlfs

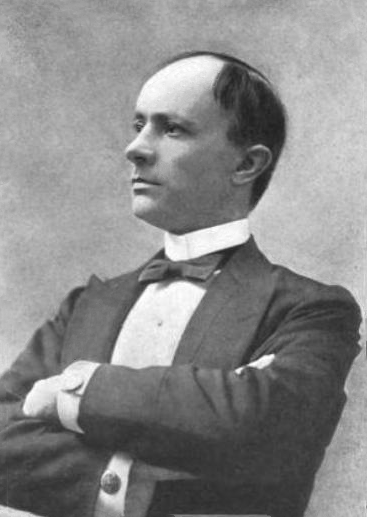
Rohlfs, 1903

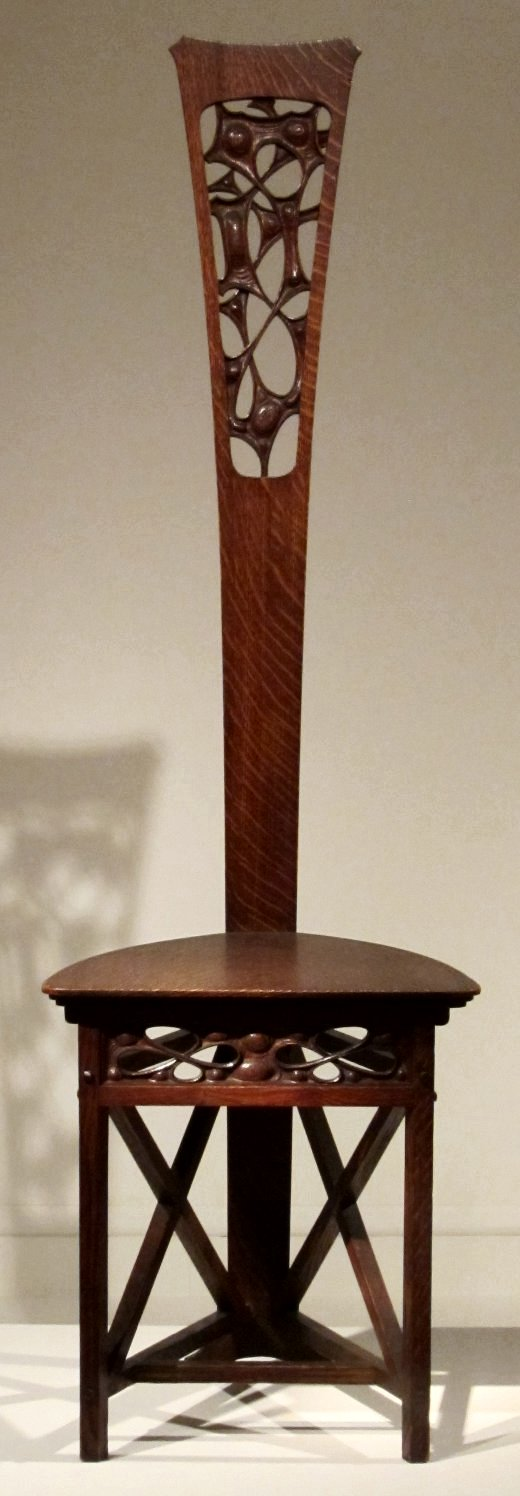
Stuhl von Charles Rohlfs aus dem frühen 20. Jahrhundert, heute im Metropolitan Museum of Art

Charles Rohlfs (* 15. Februar 1853 in New York; † 29. Juni 1936 in Buffalo, New York) war ein US-amerikanischer Möbeldesigner.
Rohlfs war seit 1868 Schauspieler in Boston. 1884 heiratete er die spätere Schriftstellerin Anne Katharine Green. Die Zustimmung seines Schwiegervaters zur Heirat erfolgte unter der Bedingung, dass Rohlfs die Schauspielerei aufgibt. Rohlfs begann mit dem Entwurf von Möbeln, die einige Jahre später weltweit Anklang fanden. Nach einer Ausstellung in Turin im Jahre 1902 wurde Rohlfs in die Royal Society of Arts in London aufgenommen und beauftragt, eine Möbelgruppe für den Buckingham Palace zu entwerfen.
Rohlfs zählt zu den Vertretern des Arts and Crafts Movement.